# Convocazioni al FIFA Futsal World Championship 1996
Quello che segue è l'elenco di giocatori che hanno partecipato al FIFA Futsal World Championship 1996. Ogni nazione deve presentare una squadra composta da 12 giocatori. Un minimo di due portieri devono essere inclusi nella lista della squadra.

## Gruppo A

### Australia
Allenatore:  James Roberts
| N. | Pos. | Giocatore          | Data nascita (età)         | Pres. | Reti | Squadra     |
| -- | ---- | ------------------ | -------------------------- | ----- | ---- | ----------- |
| 1  | P    | Adam Confoy        | 21 giugno 1971 (25 anni)   | 2     | 0    | sconosciuta |
| 2  |      | Robert Perinovic   | 9 luglio 1974 (22 anni)    | 3     | 0    | sconosciuta |
| 3  |      | Elliot Zwangobani  | 23 ottobre 1973 (23 anni)  | 3     | 1    | sconosciuta |
| 4  |      | Fortunato Carvalho | 9 giugno 1968 (28 anni)    | 1     | 0    | sconosciuta |
| 5  |      | Martin Calvert     | 13 novembre 1975 (21 anni) | 3     | 1    | sconosciuta |
| 6  |      | Paul Roberts       | 19 dicembre 1973 (22 anni) | 3     | 1    | sconosciuta |
| 7  |      | Simon Aitchison    | 31 agosto 1972 (24 anni)   | 3     | 0    | sconosciuta |
| 8  |      | Vince Nastoski     | 12 marzo 1965 (31 anni)    | 3     | 0    | sconosciuta |
| 9  |      | Jamie Amendolia    | 16 febbraio 1977 (19 anni) | 3     | 0    | sconosciuta |
| 10 |      | Jason Wells        | 27 marzo 1971 (25 anni)    | 3     | 0    | sconosciuta |
| 11 |      | Zlatko Momircevski | 2 aprile 1971 (25 anni)    | 3     | 1    | sconosciuta |
| 12 | P    | Jorge Suarez       | 10 agosto 1976 (20 anni)   | 1     | 0    | sconosciuta |

### Egitto
Allenatore:  Farouk El-Sayed
| N. | Pos. | Giocatore             | Data nascita (età)          | Pres. | Reti | Squadra         |
| -- | ---- | --------------------- | --------------------------- | ----- | ---- | --------------- |
| 1  | P    | Yasser Mohamed        | 7 aprile 1973 (23 anni)     | 3     | 0    | EgyptAir        |
| 2  | P    | Hashim El Desuoky     | 23 marzo 1975 (21 anni)     | 1     | 0    | Shibin          |
| 3  |      | Mohamed Sayed Ibrahim | 2 agosto 1970 (26 anni)     | 3     | 6    | El-Shams        |
| 4  |      | Remah Abou Zeid       | 2 dicembre 1976 (19 anni)   | 3     | 0    | Smouha          |
| 5  |      | Tamer Ismail          | 19 ottobre 1968 (28 anni)   | 3     | 4    | El-Maaden       |
| 6  |      | Mustafa Abdelatif     | 21 settembre 1975 (21 anni) | 3     | 2    | Al-Aluminium    |
| 7  |      | Mowafak Ibrahim       | 16 febbraio 1960 (36 anni)  | 3     | 0    | EgyptAir        |
| 8  |      | Hussin Hassan         | 15 ottobre 1969 (27 anni)   | 2     | 1    | sconosciuta     |
| 9  |      | Salama Ahmed          | 3 gennaio 1971 (25 anni)    | 2     | 0    | Naser El-Fayoum |
| 10 |      | Badr Mahmoud          | 15 maggio 1959 (37 anni)    | 3     | 0    | EgyptAir        |
| 11 |      | Mohamed Saad Mohamed  | 15 maggio 1959 (37 anni)    | 3     | 0    | Iron&Steel      |
| 12 |      | Abdel Hamid Hassan    | 27 marzo 1961 (35 anni)     | 3     | 0    | Aswan           |

### Spagna
Allenatore:  Javier Lozano
| N. | Pos. | Giocatore        | Data nascita (età)         | Pres. | Reti | Squadra             |
| -- | ---- | ---------------- | -------------------------- | ----- | ---- | ------------------- |
| 1  | P    | Jesús Clavería   | 4 gennaio 1968 (28 anni)   | 7     | 0    | Interviú            |
| 2  |      | Julio García     | 27 maggio 1972 (24 anni)   | 6     | 0    | Interviú            |
| 3  |      | Santiago Herrero | 27 marzo 1971 (25 anni)    | 8     | 7    | CLM Talavera        |
| 4  |      | Francisco Torres | 12 agosto 1969 (27 anni)   | 8     | 3    | Playas de Castellón |
| 5  |      | Vicentín         | 25 giugno 1969 (27 anni)   | 8     | 8    | Playas de Castellón |
| 6  |      | Joan Linares     | 24 febbraio 1975 (21 anni) | 4     | 1    | CLM Talavera        |
| 7  |      | Pato             | 6 marzo 1967 (29 anni)     | 7     | 4    | ElPozo Murcia       |
| 8  |      | Javier Lorente   | 21 aprile 1970 (26 anni)   | 8     | 4    | CLM Talavera        |
| 9  |      | Javier Sánchez   | 25 gennaio 1971 (25 anni)  | 8     | 2    | Playas de Castellón |
| 10 |      | Javier Rodríguez | 23 marzo 1974 (22 anni)    | 5     | 0    | Industrias García   |
| 11 |      | Arnaldo Ferreira | 16 agosto 1968 (28 anni)   | 8     | 4    | Playas de Castellón |
| 12 | P    | Juanjo Barragán  | 24 agosto 1972 (24 anni)   | 3     | 0    | Playas de Castellón |

### Ucraina
Allenatore:  Hennadij Lysenčuk
| N. | Pos. | Giocatore             | Data nascita (età)         | Pres. | Reti | Squadra            |
| -- | ---- | --------------------- | -------------------------- | ----- | ---- | ------------------ |
| 1  | P    | Oleh Zozulja          | 5 maggio 1965 (31 anni)    | 8     | 0    | Nadija-Zaporižkoks |
| 2  |      | Jurij Usakovs'kyj     | 10 ottobre 1968 (28 anni)  | 8     | 4    | Stroitel'-7        |
| 3  |      | Serhij Usakovs'kyj    | 10 ottobre 1968 (28 anni)  | 8     | 4    | Stroitel'-7        |
| 4  |      | Oleh Bezuhlyj         | 14 gennaio 1969 (27 anni)  | 8     | 6    | Lokomotyv Odessa   |
| 5  |      | Taras Vonjarcha       | 15 giugno 1971 (25 anni)   | 8     | 1    | Uralmaš            |
| 6  |      | Vitalij Brun'ko       | 24 ottobre 1976 (20 anni)  | 3     | 1    | Kij Politechnik    |
| 7  |      | Heorhij Mel'nikov     | 10 marzo 1975 (21 anni)    | 8     | 3    | Lokomotyv Odessa   |
| 8  |      | Oleksandr Kosenko     | 18 gennaio 1970 (26 anni)  | 8     | 3    | Lokomotyv Odessa   |
| 9  |      | Oleksandr Moskaljuk   | 9 febbraio 1970 (26 anni)  | 8     | 10   | Lokomotyv Odessa   |
| 10 |      | Volodymyr Obichod     | 2 febbraio 1967 (29 anni)  | 2     | 1    | Kij Politechnik    |
| 11 |      | Ihor Moskvyčov        | 6 novembre 1971 (25 anni)  | 8     | 2    | Lokomotyv Odessa   |
| 12 | P    | Oleksandr Kondratenko | 2 settembre 1974 (22 anni) | 2     | 0    | Interkas           |

## Girone B

### Argentina
Allenatore:  Fernando Larrañaga
| N. | Pos. | Giocatore          | Data nascita (età)          | Pres. | Reti | Squadra            |
| -- | ---- | ------------------ | --------------------------- | ----- | ---- | ------------------ |
| 1  | P    | Javier Guisande    | 15 dicembre 1975 (20 anni)  | 0     | 0    | Boca Juniors       |
| 2  |      | Leandro Planas     | 28 novembre 1975 (20 anni)  | 3     | 0    | Ferro Carril Oeste |
| 3  |      | Sebastián Pacheco  | 10 gennaio 1974 (22 anni)   | 3     | 1    | Boca Juniors       |
| 4  |      | Diego Castañares   | 29 aprile 1975 (21 anni)    | 3     | 1    | Tigre              |
| 5  |      | Marcelo Scheave    | 17 dicembre 1969 (26 anni)  | 3     | 1    | Atlanta            |
| 6  |      | Daniel Dichiaro    | 14 marzo 1969 (27 anni)     | 3     | 0    | River Plate        |
| 7  |      | Pablo Parilla      | 24 luglio 1973 (23 anni)    | 3     | 1    | Boca Juniors       |
| 8  |      | Carlos Sánchez     | 31 gennaio 1975 (21 anni)   | 3     | 2    | Unión de Olivos    |
| 9  |      | Rodrigo Petillo    | 19 maggio 1977 (19 anni)    | 3     | 1    | Acassuso           |
| 10 |      | Mariano Tallaferro | 19 dicembre 1974 (21 anni)  | 3     | 0    | Acassuso           |
| 11 |      | Leonardo Magarelli | 21 agosto 1974 (22 anni)    | 3     | 0    | Atlanta            |
| 12 | P    | Leonardo Ruiz      | 24 settembre 1970 (26 anni) | 3     | 0    | Atlanta            |

### Cina
Allenatore:  Xu Genbao
| N. | Pos. | Giocatore     | Data nascita (età)          | Pres. | Reti | Squadra          |
| -- | ---- | ------------- | --------------------------- | ----- | ---- | ---------------- |
| 1  | P    | Cai Jian Lin  | 23 luglio 1965 (31 anni)    | 3     | 0    | Shanghai Shenhua |
| 2  |      | Wu Bing       | 7 febbraio 1968 (28 anni)   | 3     | 0    | Shanghai Shenhua |
| 3  |      | Cheng Yaodong | 6 giugno 1967 (29 anni)     | 2     | 0    | Shanghai Shenhua |
| 4  |      | Zhu Qi        | 2 giugno 1972 (24 anni)     | 2     | 0    | Shanghai Shenhua |
| 5  |      | Mao Yijun     | 28 dicembre 1970 (25 anni)  | 3     | 1    | Shanghai Shenhua |
| 6  |      | Shen Si       | 1º maggio 1973 (23 anni)    | 3     | 2    | Shanghai Shenhua |
| 7  |      | Gu Zhao Nian  | 18 dicembre 1974 (21 anni)  | 0     | 0    | Shanghai Shenhua |
| 8  |      | Zhang Yong    | 26 gennaio 1975 (21 anni)   | 3     | 0    | Shanghai Shenhua |
| 9  |      | Qi Hong       | 3 giugno 1976 (20 anni)     | 3     | 0    | Shanghai Shenhua |
| 10 |      | Liu Jun       | 25 gennaio 1970 (26 anni)   | 3     | 0    | Shanghai Shenhua |
| 11 |      | Zhang Yi      | 4 gennaio 1973 (23 anni)    | 3     | 0    | Shanghai Shenhua |
| 12 | P    | Wang Hui      | 23 settembre 1978 (18 anni) | 0     | 0    | Shanghai Shenhua |

### Paesi Bassi
Allenatore:  Ron Groenewoud
| N. | Pos. | Giocatore            | Data nascita (età)         | Pres. | Reti | Squadra      |
| -- | ---- | -------------------- | -------------------------- | ----- | ---- | ------------ |
| 1  | P    | Michel Wentzel       | 28 giugno 1966 (30 anni)   | 6     | 0    | Bunga Melati |
| 2  |      | Anton Biloro         | 19 agosto 1969 (27 anni)   | 6     | 0    | Ford Genk    |
| 3  |      | Johnny Keur          | 16 febbraio 1967 (29 anni) | 4     | 0    | Bunga Melati |
| 4  |      | Hendrik Leatemia     | 13 luglio 1966 (30 anni)   | 6     | 0    | Schoenenreus |
| 5  |      | Hjalmar Hoekema      | 16 novembre 1965 (31 anni) | 6     | 3    | Veerhuys     |
| 6  |      | Hendrikus Lettinck   | 5 gennaio 1967 (29 anni)   | 6     | 6    | Bunga Melati |
| 7  |      | Pascal Langenhuijsen | 4 giugno 1971 (25 anni)    | 6     | 4    | Bunga Melati |
| 8  |      | Moestafa Talha       | 1º dicembre 1970 (25 anni) | 5     | 0    | Hilversum    |
| 9  |      | Edwin Grünholz       | 15 agosto 1969 (27 anni)   | 6     | 5    | Hindstore    |
| 10 |      | Johannes Ludwig      | 9 maggio 1962 (34 anni)    | 6     | 1    | Hindstore    |
| 11 |      | John de Bever        | 7 aprile 1965 (31 anni)    | 6     | 2    | Bunga Melati |
| 12 | P    | Thomas Sier          | 17 novembre 1973 (23 anni) | 1     | 0    | Kras Boys    |

### Russia
Allenatore:  Semën Andreev
| N. | Pos. | Giocatore            | Data nascita (età)          | Pres. | Reti | Squadra      |
| -- | ---- | -------------------- | --------------------------- | ----- | ---- | ------------ |
| 1  | P    | Il'ja Samochin       | 10 agosto 1970 (26 anni)    | 7     | 0    | Dina Mosca   |
| 2  |      | Konstantin Erëmenko  | 5 agosto 1970 (26 anni)     | 8     | 8    | Dina Mosca   |
| 3  |      | Aleksej Uskov        | 12 dicembre 1962 (33 anni)  | 8     | 1    | Minkas       |
| 4  |      | Aleksandr Verižnikov | 16 luglio 1968 (28 anni)    | 6     | 5    | Dina Mosca   |
| 5  |      | Temur Alekberov      | 22 settembre 1969 (27 anni) | 8     | 4    | Dina Mosca   |
| 6  |      | Dmitrij Čugunov      | 9 giugno 1968 (28 anni)     | 7     | 0    | KSM-24 Mosca |
| 7  |      | Vadim Jašin          | 27 luglio 1971 (25 anni)    | 7     | 2    | Sinara       |
| 8  |      | Dmitrij Gorin        | 9 maggio 1972 (24 anni)     | 8     | 1    | Dina Mosca   |
| 9  |      | Aleksej Kiselëv      | 1º ottobre 1969 (27 anni)   | 8     | 3    | KSM-24 Mosca |
| 10 |      | Arkadij Belyj        | 31 maggio 1973 (23 anni)    | 8     | 5    | Dina Mosca   |
| 11 |      | Michail Koščeev      | 9 aprile 1967 (29 anni)     | 2     | 0    | Sinara       |
| 12 | P    | Aleksej Evteev       | 4 agosto 1975 (21 anni)     | 2     | 0    | TTG Jugorsk  |

## Girone C

### Italia
Allenatore:  Carlo Facchin
| N. | Pos. | Giocatore            | Data nascita (età)          | Pres. | Reti | Squadra          |
| -- | ---- | -------------------- | --------------------------- | ----- | ---- | ---------------- |
| 1  | P    | Francesco Fradella   | 24 luglio 1967 (29 anni)    | 0     | 0    | Milano           |
| 2  |      | Massimo Riscino      | 24 settembre 1969 (27 anni) | 5     | 1    | BNL Roma         |
| 3  |      | Salvatore Zaffiro    | 22 settembre 1969 (27 anni) | 6     | 2    | Nova Roma        |
| 4  |      | Ivano Roma           | 25 marzo 1966 (30 anni)     | 6     | 2    | BNL Roma         |
| 5  |      | Andrea Bearzi        | 25 ottobre 1975 (21 anni)   | 6     | 6    | Milano           |
| 6  |      | Andrea Famà          | 20 ottobre 1964 (32 anni)   | 6     | 3    | BNL Roma         |
| 7  |      | Massimo Quattrini    | 26 settembre 1968 (28 anni) | 6     | 2    | ITCA Torino      |
| 8  |      | Alfredo Esposito     | 16 ottobre 1968 (28 anni)   | 6     | 0    | Milano           |
| 9  |      | Roberto Matranga     | 15 giugno 1969 (27 anni)    | 6     | 1    | Nova Roma        |
| 10 |      | Massimiliano Mannino | 6 giugno 1970 (26 anni)     | 5     | 0    | BNL Roma         |
| 11 |      | Gabriele Caleca      | 28 gennaio 1970 (26 anni)   | 6     | 4    | BNL Roma         |
| 12 | P    | Francesco Coppola    | 7 novembre 1970 (26 anni)   | 6     | 0    | Città di Palermo |

### Malaysia
Allenatore:  Victor Hermans
| N. | Pos. | Giocatore            | Data nascita (età)          | Pres. | Reti | Squadra     |
| -- | ---- | -------------------- | --------------------------- | ----- | ---- | ----------- |
| 1  | P    | Khairul Azman        | 5 marzo 1968 (28 anni)      | 2     | 0    | sconosciuta |
| 2  |      | Idris Raizuwah       | 15 marzo 1974 (22 anni)     | 3     | 0    | sconosciuta |
| 3  |      | Zainal Abidin Hassan | 9 novembre 1961 (35 anni)   | 3     | 0    | sconosciuta |
| 4  |      | Anuar Jusoh          | 15 marzo 1972 (24 anni)     | 3     | 0    | sconosciuta |
| 5  |      | Lim Seng Kong        | 11 giugno 1970 (26 anni)    | 3     | 1    | sconosciuta |
| 6  |      | Sulong Rosdee        | 15 settembre 1972 (24 anni) | 3     | 1    | sconosciuta |
| 7  |      | Yunus Nazri          | 28 dicembre 1972 (23 anni)  | 3     | 0    | sconosciuta |
| 8  |      | Mohammed Zami        | 24 febbraio 1972 (24 anni)  | 2     | 0    | sconosciuta |
| 9  |      | Dollah Salleh        | 23 ottobre 1963 (33 anni)   | 3     | 0    | sconosciuta |
| 10 |      | Azman Adnan          | 1º novembre 1971 (25 anni)  | 3     | 2    | sconosciuta |
| 11 |      | Azrul Amri           | 1º novembre 1975 (21 anni)  | 3     | 0    | sconosciuta |
| 12 | P    | Mudzar Mohamad       | 20 febbraio 1966 (30 anni)  | 1     | 0    | sconosciuta |

### Stati Uniti
Allenatore:  Janusz Kowalski
| N. | Pos. | Giocatore          | Data nascita (età)          | Pres. | Reti | Squadra                |
| -- | ---- | ------------------ | --------------------------- | ----- | ---- | ---------------------- |
| 1  | P    | Victor Nogueira    | 17 luglio 1959 (37 anni)    | 2     | 0    | Milwaukee Wave         |
| 2  |      | George Fernandez   | 29 ottobre 1961 (35 anni)   | 3     | 0    | Cincinnati Silverbacks |
| 3  |      | Oscar Draguicevich | 19 agosto 1969 (27 anni)    | 3     | 0    | San Jose Clash         |
| 4  |      | Jon Parry          | 10 maggio 1969 (27 anni)    | 3     | 1    | Sacramento Knights     |
| 5  |      | Goran Hunjak       | 13 novembre 1965 (31 anni)  | 3     | 2    | K.C. Wiz               |
| 6  |      | Sean Bowers        | 12 agosto 1968 (28 anni)    | 3     | 0    | K.C. Wiz               |
| 7  |      | James Gabarra      | 22 settembre 1959 (37 anni) | 3     | 0    | Washington Warthogs    |
| 8  |      | Fōtios Klopas      | 1º settembre 1966 (30 anni) | 3     | 0    | K.C. Wiz               |
| 9  |      | Mark Moser         | 12 giugno 1966 (30 anni)    | 3     | 3    | St. Louis Ambush       |
| 10 |      | Franklin McIntosh  | 18 agosto 1963 (33 anni)    | 3     | 1    | Cincinnati Silverbacks |
| 11 |      | Dennis Brose       | 27 marzo 1967 (29 anni)     | 3     | 3    | Detroit Rockers        |
| 12 | P    | Otto Orf           | 4 novembre 1963 (33 anni)   | 1     | 0    | Cleveland Crunch       |

### Uruguay
Allenatore:  Rolando Muñiz
| N. | Pos. | Giocatore           | Data nascita (età)          | Pres. | Reti | Squadra          |
| -- | ---- | ------------------- | --------------------------- | ----- | ---- | ---------------- |
| 1  | P    | Mauro Roibal        | 16 dicembre 1971 (24 anni)  | 6     | 0    | Peñarol          |
| 2  |      | Jorge Colina        | 14 febbraio 1971 (25 anni)  | 5     | 0    | Basáñez          |
| 3  |      | Álvaro Piñeiro      | 16 giugno 1971 (25 anni)    | 6     | 5    | Andorra          |
| 4  |      | Uriol Núñez         | 13 dicembre 1963 (32 anni)  | 6     | 2    | Peñarol          |
| 5  |      | Diego Imperio       | 11 luglio 1973 (23 anni)    | 6     | 1    | Peñarol          |
| 6  |      | Pablo Lamanna       | 24 ottobre 1974 (22 anni)   | 4     | 1    | Nacional         |
| 7  |      | Guillermo Rodríguez | 10 gennaio 1973 (23 anni)   | 6     | 2    | Peñarol          |
| 8  |      | Silvio Rapela       | 18 settembre 1971 (25 anni) | 5     | 0    | Peñarol          |
| 9  |      | Andrés D'Alessandro | 9 ottobre 1978 (18 anni)    | 6     | 1    | Peñarol          |
| 10 |      | Claudio Guerra      | 1º agosto 1966 (30 anni)    | 4     | 3    | Sego Zaragoza    |
| 11 |      | Daniel Varela       | 24 settembre 1969 (27 anni) | 6     | 1    | Peñarol          |
| 12 | P    | Ariel Di Pierro     | 4 luglio 1970 (26 anni)     | 0     | 0    | Miramar Misiones |

## Girone D

### Belgio
Allenatore:  Damien Knabben
| N. | Pos. | Giocatore          | Data nascita (età)          | Pres. | Reti | Squadra           |
| -- | ---- | ------------------ | --------------------------- | ----- | ---- | ----------------- |
| 1  | P    | Geert Buvé         | 19 gennaio 1968 (28 anni)   | 6     | 0    | Sint-Truiden      |
| 2  |      | Youssef El-Guir    | 11 luglio 1970 (26 anni)    | 6     | 2    | Mannschaft Bilzen |
| 3  |      | Abdelhafid El-Guir | 7 dicembre 1972 (23 anni)   | 6     | 1    | S. Koersel        |
| 4  |      | Marcel Claesen     | 23 aprile 1965 (31 anni)    | 6     | 1    | Ford Genk         |
| 5  |      | Pascal Delrée      | 15 maggio 1970 (26 anni)    | 3     | 0    | ONU Seraing       |
| 6  |      | Tim Vergauwen      | 25 aprile 1974 (22 anni)    | 6     | 2    | Edegem            |
| 7  |      | Ivan Hechtermans   | 28 dicembre 1967 (28 anni)  | 6     | 4    | Ford Genk         |
| 8  |      | Bart Michiels      | 21 maggio 1969 (27 anni)    | 6     | 1    | Ter Linde         |
| 9  |      | Pasquale Cocco     | 17 settembre 1967 (29 anni) | 6     | 3    | Ford Genk         |
| 10 |      | Benoît Janssen     | 11 febbraio 1972 (24 anni)  | 6     | 1    | ONU Seraing       |
| 11 |      | Herman Beyers      | 20 febbraio 1963 (33 anni)  | 6     | 2    | Bunga Melati      |
| 12 | P    | Philippe Marché    | 22 giugno 1962 (34 anni)    | 0     | 0    | S. Koersel        |

### Brasile
Allenatore:  Takão
| N. | Pos. | Giocatore       | Data nascita (età)          | Pres. | Reti | Squadra        |
| -- | ---- | --------------- | --------------------------- | ----- | ---- | -------------- |
| 1  | P    | Serginho        | 9 maggio 1964 (32 anni)     | 6     | 0    | Internacional  |
| 2  | P    | Bagé            | 13 agosto 1967 (29 anni)    | 3     | 0    | Carlos Barbosa |
| 3  |      | Márcio Brancher | 21 maggio 1967 (29 anni)    | 8     | 3    | General Motors |
| 4  |      | Waguinho        | 15 gennaio 1968 (28 anni)   | 8     | 1    | Internacional  |
| 5  |      | Manoel Tobias   | 19 aprile 1971 (25 anni)    | 8     | 14   | Internacional  |
| 6  |      | Fininho         | 6 luglio 1972 (24 anni)     | 8     | 7    | Carlos Barbosa |
| 7  |      | Sandrinho       | 15 giugno 1973 (23 anni)    | 8     | 8    | Palmeiras      |
| 8  |      | Danilo          | 29 dicembre 1971 (24 anni)  | 8     | 2    | Internacional  |
| 9  |      | Clóvis Simas    | 22 dicembre 1967 (28 anni)  | 6     | 3    | Minas          |
| 10 |      | Chôco           | 12 luglio 1971 (25 anni)    | 8     | 10   | Carlos Barbosa |
| 11 |      | Djacir          | 23 febbraio 1972 (24 anni)  | 6     | 3    | Sumov          |
| 12 |      | Vander Iacovino | 25 settembre 1965 (31 anni) | 8     | 3    | General Motors |

### Cuba
Allenatore:  Clemente Reinoso
| N. | Pos. | Giocatore          | Data nascita (età)          | Pres. | Reti | Squadra             |
| -- | ---- | ------------------ | --------------------------- | ----- | ---- | ------------------- |
| 1  | P    | Alain Hernández    | 24 agosto 1972 (24 anni)    | 2     | 0    | Ciudad de La Habana |
| 2  |      | Boris Sanamé       | 2 giugno 1974 (22 anni)     | 3     | 0    | Ciudad de La Habana |
| 3  |      | José Rodríguez     | 12 febbraio 1970 (26 anni)  | 3     | 0    | Ciudad de La Habana |
| 4  |      | Aliet García       | 4 febbraio 1975 (21 anni)   | 3     | 0    | Ciudad de La Habana |
| 5  |      | Fredy Herrera      | 2 novembre 1970 (26 anni)   | 3     | 0    | Ciudad de La Habana |
| 6  |      | Adalberto Guerra   | 12 gennaio 1969 (27 anni)   | 3     | 0    | Ciudad de La Habana |
| 7  |      | Alexander Mosquera | 30 settembre 1970 (26 anni) | 3     | 1    | Ciudad de La Habana |
| 8  |      | Ernesto Díaz       | 11 aprile 1970 (26 anni)    | 3     | 0    | Ciudad de La Habana |
| 9  |      | Camilo Kindelán    | 2 maggio 1960 (36 anni)     | 3     | 1    | Ciudad de La Habana |
| 10 |      | Juan Carlos Portal | 24 luglio 1967 (29 anni)    | 3     | 2    | Ciudad de La Habana |
| 11 |      | Vladimir Perdomo   | 12 gennaio 1970 (26 anni)   | 3     | 0    | Ciudad de La Habana |
| 12 | P    | Dagmar Gómez       | 29 marzo 1972 (24 anni)     | 2     | 0    | Ciudad de La Habana |

### Iran
Allenatore:  Reza Mohammad Kazemi
| N. | Pos. | Giocatore            | Data nascita (età)          | Pres. | Reti | Squadra       |
| -- | ---- | -------------------- | --------------------------- | ----- | ---- | ------------- |
| 1  | P    | Seyed Sajadi         | 7 gennaio 1957 (39 anni)    | 3     | 0    | Bahman        |
| 2  |      | Masoud Estili        | 21 settembre 1969 (27 anni) | 3     | 0    | Zob Ahan      |
| 3  |      | Sadegh Varmazyar     | 21 marzo 1966 (30 anni)     | 3     | 2    | sconosciuta   |
| 4  |      | Reza Zarkhanli       | 22 marzo 1973 (23 anni)     | 3     | 0    | Entezam       |
| 5  |      | Majid Saleh          | 3 ottobre 1966 (30 anni)    | 3     | 0    | PAS Teheran   |
| 6  |      | Ali Javadi           | 18 luglio 1967 (29 anni)    | 1     | 0    | Payam Mashhad |
| 7  |      | Hossein Hosseini     | 2 ottobre 1970 (26 anni)    | 3     | 2    | Aboomoslem    |
| 8  |      | Hashem Hidari        | 3 ottobre 1966 (30 anni)    | 3     | 7    | PAS Teheran   |
| 9  |      | Hassan Arsalani      | 15 maggio 1969 (27 anni)    | 3     | 1    | Sepidrood     |
| 10 |      | Mohammad Mehranpour  | 7 marzo 1970 (26 anni)      | 3     | 0    | Esteghlal     |
| 11 |      | Mehdi Sepiddast      | 4 maggio 1969 (27 anni)     | 3     | 0    | Shamoushak    |
| 12 | P    | Mohammad Ali Yahyavi | 22 marzo 1962 (34 anni)     | 0     | 0    | Esteghlal     |